# Elena Mirochina
Elena Mirochina (russe : Еле́на Никола́евна Миро́шина), née le 5 juin 1974 à Moscou et morte le 18 décembre 1995 dans la même ville, est une plongeuse soviétique, médaillée d'argent olympique en 1992.

## Carrière
Elle est médaillée d'or du plongeon de haut-vol à 10 m aux championnats d'Europe 1987.
En 1991, elle remporte les championnats d'Europe et est médaillée d'argent des Championnats du monde. Aux Jeux olympiques d'été de 1992, alors qu'elle concoure pour l'Équipe unifiée, elle remporte la médaille d'argent au plongeon de haut-vol à 10 m,.

## Mort
Le 16 décembre 1995, elle est retrouvée morte au bas de son immeuble. D'après un témoin, elle a sauté de la fenêtre de son appartement au 5e étage.